# Egyházasharaszti
Egyházasharaszti es un pueblo ubicado en el distrito de Siklós, en el condado de Baranya, Hungría.

## Superficie
Posee una superficie de 10,99 kilómetros cuadrados.

## Demografía
Hasta 2019 la población era de 310 habitantes, con una densidad de población de 28,21 habitantes por kilómetro cuadrado.